# HD 100777
HD 100777は、地球からしし座の方向に約160光年離れた位置にある8等級の恒星である。

## 概要
| 太陽 | HD 100777 |
| ---- | --------- |
| 太陽 | Exoplanet |

質量や半径、表面温度は太陽に近く、スペクトル分類はG8V型もしくはK0型とされている。形成されてから53億年が経過していると考えられている。
2007年にドップラー分光法（視線速度法）による観測で、HD 100777を公転する太陽系外惑星HD 100777 bが発見された。HD 100777 bはやや潰れた楕円軌道を1年強の公転周期で公転しており、少なくとも木星の1.16倍の質量を持つ。
| 名称 （恒星に近い順） | 質量            | 軌道長半径 （天文単位） | 公転周期 (日) | 軌道離心率  | 軌道傾斜角 | 半径 |
| --------------------- | --------------- | ----------------------- | ------------- | ----------- | ---------- | ---- |
| b (Laligurans)        | ≥1.16 ± 0.03 MJ | 1.03 ± 0.03             | 383.7 ± 1.2   | 0.36 ± 0.02 | —          | —    |

## 名称
2019年、世界中の全ての国または地域に1つの系外惑星系を命名する機会を提供する「IAU100 Name ExoWorldsプロジェクト」において、HD 100777系はネパールに割り当てられる惑星系となった。このプロジェクトは、「国際天文学連合100周年事業」の一環として計画されたイベントの1つで、ネパール国内での選考、国際天文学連合 (IAU) への提案を経て太陽系外惑星とその主星に固有名が承認されるものであった。2019年12月17日、IAUから最終結果が公表され、HD 100777はSagarmatha、HD 100777 bはLaliguransと命名された。これらはいずれもネパールの国のシンボルとなっている天然の事物に由来しており、Sagarmatha は、世界最高峰のサガルマタに、Laligurans はネパールの国の花となっているシャクナゲの一種ラリグランスに、それぞれちなんで名付けられた。